# Криптоботаника

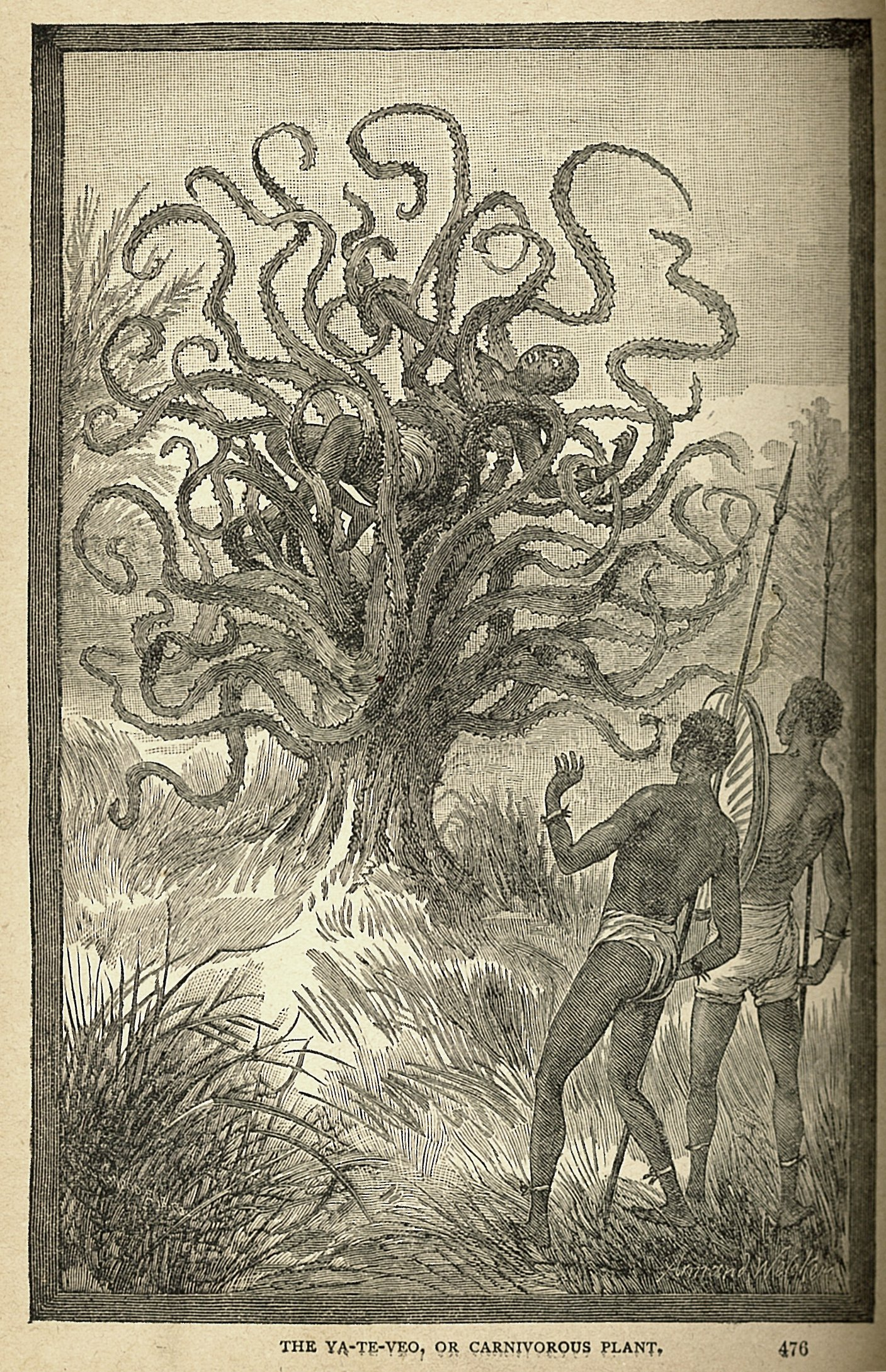
Дерево-людоед (Я-Те-Вео). Иллюстрация из книги Дж. Буля «Земля и море» (1887)

Криптобота́ника (от греч. κρύπτω — «скрытый», и «ботаника») — система знаний и направлений исследования, направленная на поиск неизвестных науке растений («ботанических криптидов»); одна из форм «классической» лженауки (наряду с криптозоологией, гомеопатией, уфологией, нумерологией и т. п.)
Одним из наиболее известных растительных криптидов является растение-людоед — известное из фольклора разных стран мира хищное растение, способное ловить и поглощать людей.
Современные исследователи псевдонауки высказывают предположение, что некоторая часть общества, будучи недовольной господствующими общественными ценностями, приходит к полному либо частичному отказу от научной картины мира. При частичном отказе происходит смешение принципиально различных типов мировоззрения: с одной стороны, научного, и, с другой стороны, мифологического и / или религиозного (нередко связанного не с современными, а с древними верованиями) — и криптоботаника (наряду с другими формами лженауки) является одним из возможных результатов такого смешения.
Криптоботанику иногда рассматривают как дисциплину на стыке этнологии, лингвистики и фольклористики, предметом изучения которой является ботаническая составляющая фольклора, мифов и легенд.